# Jan Kooijman (verzetsstrijder)
Jan Kooijman (Peursum, 21 januari 1923 – Middelbeers, 8 oktober 2015) was een Nederlandse verzetsstrijder in de Tweede Wereldoorlog. Hij zat een tijd gevangen in Kamp Amersfoort en was een van de deelnemers aan Operatie Pegasus 1.

## Levensloop
Kooijman werd geboren in Zuid-Holland. In 1942 behaalde hij zijn diploma aan het gymnasium. Hij weigerde de voor studenten verplichte loyaliteitsverklaring te ondertekenen, waardoor doorstuderen aan de universiteit geen optie was. In plaats daarvan raakte hij betrokken bij het verzet. 
In september 1943 werd hij gearresteerd door de Sicherheitsdienst en overgebracht naar de gevangenis in Arnhem. Vanuit daar werd Kooijman dezelfde avond nog overgebracht naar Kamp Amersfoort, waar hij na bemiddeling van zijn toekomstige schoonvader een maand later werd vrijgelaten. Na een half jaar ondergedoken te hebben gezeten op een boerderij vertrok Kooijman met illegale papieren naar Amsterdam, waar hij werk vond in een vliegtuigfabriek.
Na de start van Operatie Market Garden halverwege september 1944 trok Kooijman naar Ede, waar hij actief werd voor de Binnenlandse Strijdkrachten die onder leiding stond van Derk Wildeboer. Hij werd actief bij de opvang van Britse parachutisten die na de Slag om Arnhem in het gebied waren achtergebleven. Omdat het gevaar op ontdekking toenam besloot het Edese verzet in overleg met het geallieerde opperbevel dat de geallieerde soldaten geëvacueerd moesten worden. In de nacht van 22 op 23 oktober vond er onder naam Operatie Pegasus I een massale ontsnapping van honderdveertig man plaats. De groep sloop tussen Renkum en Wageningen dwars door de Duitse linies en stak de Rijn over richting bevrijd gebied. 
Kooijman was een van verzetslieden die de Britse soldaten vervoerde naar het verzamelpunt bij Nol in 't Bosch tussen Bennekom en Renkum. Hij nam zelf ook deel aan de oversteek. Na aankomst in bevrijd gebied vloog Kooijman met een aantal andere Nederlandse deelnemers naar Londen waar ze een ontmoeting hadden met koningin Wilhelmina.
Na de oorlog diende Kooijman bij het leger. In 1957 kreeg hij de kans om te studeren aan de Technische Universiteit Delft, waarna hij zich in 1960 ingenieur mocht noemen. Op het moment van vertrek uit militaire dienst in 1971 was Kooijman opgeklommen tot luitenant-kolonel. Vervolgens werkte hij nog twaalf jaar bij Philips in Eindhoven, voordat hij met pensioen ging.
In zijn vrije tijd volgde Kooijman een opleiding tot glazenier. Gebrandschilderde ramen van zijn hand zijn onder andere te zien in de Mariakerk in Oirschot, de PKN in Heelsum en het landgoed Beukbergen in Zeist.